# Tomova půlnoční zahrada
Tomova půlnoční zahrada (1958, Tom's Midnight Garden) je druhý a také nejlepší román anglické spisovatelky Ann Philippy Pearceové. Kniha je považována za mistrovské dílo dětské literatury a má pohádkový, resp. fantasy námět. Za toto dílo obdržela spisovatelka roku 1958 Carnegieho medaili za literaturu.

## Obsah románu
Chlapec Tom, hlavní postava románu, musí ze zdravotních důvodů (karanténa) strávit prázdniny u své bezdětné tety Gwen a strýce Alana, protože jeho bratr onemocněl zarděnkami. Majitelkou starého domu, kde nyní musí žít a kde se nudí, je paní Bartolomewová obývající byt v nejvyšším patře.
Jedné noci Tom zaslechne, že stojací hodiny v přízemí odbíjejí o půlnoci třináct hodin. Jde se na ně podívat a objeví v nich průchod do kouzelné zahrady, kde se seznámí s dívkou jménem Hatty. Ve světě zahrady žijí i dospělí lidé, ale ti Toma nemohou vidět.
Tom chodí do zahrady každou noc, a protože čas v zahradě plyne libovolným směrem, může sledovat život Hatty od malého děvčete až do chvíle, kdy potká svého budoucího manžela. Svět půlnoční zahrady nám tak dává možnost sledovat vývoj Hatty od dětské nevinnosti přes dospívání až k jejímu sňatku, kdy definitivně přestává být dítětem a ztrácí také schopnost Toma vidět.
Když Tom tráví u své tety a strýce poslední noc, zjistí, že se již do kouzelné zahrady nemůže dostat. V rozrušení začne volat Hattyino jméno a všechny, včetně paní Bartolomewové, vzbudí. Ta si jej nechá druhý den zavolat a prozradí mu, že Hatty je vlastně ona a že v poslední době noc co noc snila o svém dětství a dospívání.

## Filmové adaptace
- Tom's Midnight Garden (1967), britský televizní seriál, režie Marylin Foxová.
- Tom's Midnight Garden (1974), britský televizní seriál, režie Dorothea Brookingová.
- Tom's Midnight Garden (1989), britský televizní seriál, režie Christine Secombeová.
- Tom's Midnight Garden (1999), britský film, režie Willard Carroll, česky uvedeno jako Kouzelná zahrada.

## Česká vydání
- Tomova půlnoční zahrada, Praha: Malvern 2019, přeložila Zuzana Koudelková.